# Đài An
Đài An (tiếng Trung: 台安县, Hán Việt: Đài An huyện) Là một huyện địa cấp thị Yên Sơn, tỉnh Liêu Ninh, Cộng hòa Nhân dân Trung Hoa. Huyện Đài An có diện tích 1393 km2, dân số 370.000 người, mã số bưu chính 114100. Huyện lỵ đóng tại đường Ân Lương, trấn Đài An. Huyện Đài An được chia thành 11 trấn. Các đơn vị này lại được chia thành 15 uỷ ban xã khu, 204 uỷ ban thôn. Các trấn; Đài An, Cao Lực Phòng, Hoàng Sa Đà, Tân Khai Hà, Tang Lâm, Cửu Thái, Tân Đài, Phú Gia, Hoàn Động, Tây Phật, Đạt Ngưu.
Tang Lâm là nơi sinh của tướng quân Trương Học Lương. Hiện nay ở đây có nhà tưởng niệm Trương Học Lâm.

## Khí hậu
| Dữ liệu khí hậu của Đài An, elevation 8 m (26 ft), (1991–2020 normals, extremes 1981–2025) | Dữ liệu khí hậu của Đài An, elevation 8 m (26 ft), (1991–2020 normals, extremes 1981–2025) | Dữ liệu khí hậu của Đài An, elevation 8 m (26 ft), (1991–2020 normals, extremes 1981–2025) | Dữ liệu khí hậu của Đài An, elevation 8 m (26 ft), (1991–2020 normals, extremes 1981–2025) | Dữ liệu khí hậu của Đài An, elevation 8 m (26 ft), (1991–2020 normals, extremes 1981–2025) | Dữ liệu khí hậu của Đài An, elevation 8 m (26 ft), (1991–2020 normals, extremes 1981–2025) | Dữ liệu khí hậu của Đài An, elevation 8 m (26 ft), (1991–2020 normals, extremes 1981–2025) | Dữ liệu khí hậu của Đài An, elevation 8 m (26 ft), (1991–2020 normals, extremes 1981–2025) | Dữ liệu khí hậu của Đài An, elevation 8 m (26 ft), (1991–2020 normals, extremes 1981–2025) | Dữ liệu khí hậu của Đài An, elevation 8 m (26 ft), (1991–2020 normals, extremes 1981–2025) | Dữ liệu khí hậu của Đài An, elevation 8 m (26 ft), (1991–2020 normals, extremes 1981–2025) | Dữ liệu khí hậu của Đài An, elevation 8 m (26 ft), (1991–2020 normals, extremes 1981–2025) | Dữ liệu khí hậu của Đài An, elevation 8 m (26 ft), (1991–2020 normals, extremes 1981–2025) | Dữ liệu khí hậu của Đài An, elevation 8 m (26 ft), (1991–2020 normals, extremes 1981–2025) |
| Tháng                                                                                      | 1                                                                                          | 2                                                                                          | 3                                                                                          | 4                                                                                          | 5                                                                                          | 6                                                                                          | 7                                                                                          | 8                                                                                          | 9                                                                                          | 10                                                                                         | 11                                                                                         | 12                                                                                         | Năm                                                                                        |
| ------------------------------------------------------------------------------------------ | ------------------------------------------------------------------------------------------ | ------------------------------------------------------------------------------------------ | ------------------------------------------------------------------------------------------ | ------------------------------------------------------------------------------------------ | ------------------------------------------------------------------------------------------ | ------------------------------------------------------------------------------------------ | ------------------------------------------------------------------------------------------ | ------------------------------------------------------------------------------------------ | ------------------------------------------------------------------------------------------ | ------------------------------------------------------------------------------------------ | ------------------------------------------------------------------------------------------ | ------------------------------------------------------------------------------------------ | ------------------------------------------------------------------------------------------ |
| Cao kỉ lục °C (°F)                                                                         | 7.4 (45.3)                                                                                 | 15.8 (60.4)                                                                                | 26.5 (79.7)                                                                                | 28.1 (82.6)                                                                                | 32.3 (90.1)                                                                                | 36.0 (96.8)                                                                                | 35.5 (95.9)                                                                                | 34.2 (93.6)                                                                                | 32.2 (90.0)                                                                                | 28.2 (82.8)                                                                                | 20.3 (68.5)                                                                                | 11.6 (52.9)                                                                                | 36.0 (96.8)                                                                                |
| Trung bình ngày tối đa °C (°F)                                                             | −3.6 (25.5)                                                                                | 1.0 (33.8)                                                                                 | 7.9 (46.2)                                                                                 | 16.9 (62.4)                                                                                | 23.7 (74.7)                                                                                | 27.1 (80.8)                                                                                | 29.2 (84.6)                                                                                | 28.7 (83.7)                                                                                | 24.7 (76.5)                                                                                | 16.7 (62.1)                                                                                | 6.4 (43.5)                                                                                 | −1.5 (29.3)                                                                                | 14.8 (58.6)                                                                                |
| Trung bình ngày °C (°F)                                                                    | −9.5 (14.9)                                                                                | −4.9 (23.2)                                                                                | 2.2 (36.0)                                                                                 | 10.8 (51.4)                                                                                | 17.9 (64.2)                                                                                | 22.3 (72.1)                                                                                | 24.9 (76.8)                                                                                | 24.0 (75.2)                                                                                | 18.6 (65.5)                                                                                | 10.7 (51.3)                                                                                | 1.0 (33.8)                                                                                 | −7.0 (19.4)                                                                                | 9.2 (48.6)                                                                                 |
| Tối thiểu trung bình ngày °C (°F)                                                          | −14.4 (6.1)                                                                                | −10.0 (14.0)                                                                               | −2.8 (27.0)                                                                                | 5.1 (41.2)                                                                                 | 12.4 (54.3)                                                                                | 17.7 (63.9)                                                                                | 21.1 (70.0)                                                                                | 20.0 (68.0)                                                                                | 13.3 (55.9)                                                                                | 5.4 (41.7)                                                                                 | −3.6 (25.5)                                                                                | −11.6 (11.1)                                                                               | 4.4 (39.9)                                                                                 |
| Thấp kỉ lục °C (°F)                                                                        | −30.1 (−22.2)                                                                              | −25.6 (−14.1)                                                                              | −16.2 (2.8)                                                                                | −8.5 (16.7)                                                                                | 0.2 (32.4)                                                                                 | 8.4 (47.1)                                                                                 | 14.3 (57.7)                                                                                | 7.1 (44.8)                                                                                 | 1.5 (34.7)                                                                                 | −6.1 (21.0)                                                                                | −21.2 (−6.2)                                                                               | −27.4 (−17.3)                                                                              | −30.1 (−22.2)                                                                              |
| Lượng Giáng thủy trung bình mm (inches)                                                    | 3.3 (0.13)                                                                                 | 4.8 (0.19)                                                                                 | 11.1 (0.44)                                                                                | 30.8 (1.21)                                                                                | 53.4 (2.10)                                                                                | 74.4 (2.93)                                                                                | 159.6 (6.28)                                                                               | 136.0 (5.35)                                                                               | 58.2 (2.29)                                                                                | 41.2 (1.62)                                                                                | 18.2 (0.72)                                                                                | 5.9 (0.23)                                                                                 | 596.9 (23.49)                                                                              |
| Số ngày giáng thủy trung bình (≥ 0.1 mm)                                                   | 1.9                                                                                        | 2.1                                                                                        | 3.3                                                                                        | 5.4                                                                                        | 8.2                                                                                        | 11.2                                                                                       | 10.4                                                                                       | 9.5                                                                                        | 6.5                                                                                        | 5.4                                                                                        | 4.0                                                                                        | 2.6                                                                                        | 70.5                                                                                       |
| Số ngày tuyết rơi trung bình                                                               | 2.9                                                                                        | 2.8                                                                                        | 2.8                                                                                        | 0.8                                                                                        | 0                                                                                          | 0                                                                                          | 0                                                                                          | 0                                                                                          | 0                                                                                          | 0.3                                                                                        | 2.9                                                                                        | 3.1                                                                                        | 15.6                                                                                       |
| Độ ẩm tương đối trung bình (%)                                                             | 57                                                                                         | 52                                                                                         | 51                                                                                         | 51                                                                                         | 57                                                                                         | 71                                                                                         | 81                                                                                         | 81                                                                                         | 72                                                                                         | 65                                                                                         | 62                                                                                         | 60                                                                                         | 63                                                                                         |
| Số giờ nắng trung bình tháng                                                               | 180.6                                                                                      | 185.6                                                                                      | 221.0                                                                                      | 223.3                                                                                      | 247.3                                                                                      | 214.2                                                                                      | 188.6                                                                                      | 202.1                                                                                      | 220.4                                                                                      | 199.6                                                                                      | 162.6                                                                                      | 160.4                                                                                      | 2.405,7                                                                                    |
| Phần trăm nắng có thể                                                                      | 61                                                                                         | 61                                                                                         | 59                                                                                         | 56                                                                                         | 55                                                                                         | 47                                                                                         | 41                                                                                         | 48                                                                                         | 60                                                                                         | 59                                                                                         | 56                                                                                         | 56                                                                                         | 55                                                                                         |
| Nguồn: China Meteorological Administration                                                 |                                                                                            |                                                                                            |                                                                                            |                                                                                            |                                                                                            |                                                                                            |                                                                                            |                                                                                            |                                                                                            |                                                                                            |                                                                                            |                                                                                            |                                                                                            |